# Nadirkhanli (Kelbajar)
Nadirkhanli est un village de la région de Kelbajar en Azerbaïdjan.

## Histoire
En 1993-2020, Nadirkhanli était sous le contrôle des forces armées arméniennes. Le 25 novembre 2020, sur la base d'un accord trilatéral entre l'Azerbaïdjan, l'Arménie et la Russie en date du 10 novembre 2020, la région de Kelbajar, y compris le village de Nadirkhanli, a été restituée sous le contrôle de l'Azerbaïdjan. 

## Sources
Beuyuk boulag, Garama boulag, Koraboulag, Baldirghanli boulag, Gardachin boulaghi, Dach boulag, Maraloutchan boulag, Fatma boulaghi, Hanali yurdun boulaghi, Tchildirimlinin boulaghi, Jalalin boulaghi, Garaardich boulaghi,  Geuy boulag, Kazim boulaghi, Avaliklinin boulaghi, Bazirkhana boulaghi, Chirin boulag, Talanin boulaghi, Hatcha qanadin boulaghi, Chamlighin boulaghi, Guibla boulaghi, Palidlinin boulaghi, Machadi Ali boulaghi, etc.